# Куликов, Григорий Иванович
Григорий Иванович Куликов (1905, село Кузовлёво, Смоленская губерния, теперь Российская Федерация — ?) — советский государственный деятель, председатель Измаильского облисполкома. Депутат Верховного Совета УССР 1-го созыва (с 1941 года).

## Биография
Родился в крестьянской семье. Работал в крестьянском хозяйстве родителей, вступил в комсомол.
В 1926—1929 годах — студент рабочего факультета в городе Смоленске. В 1929 году работал в колхозе в родном селе Кузовлево.
В 1929—1935 годах — студент Ленинградского института инженеров-механиков социалистического земледелия. Избирался секретарем комитета комсомола института.
Член ВКП(б) с 1932 года.
В 1935—1938 годах — преподаватель Ахтырского техникума механизации сельского хозяйства Харьковской области.
В 1938 году — 3-й секретарь Ахтырского районного комитета КП(б)У; председатель исполнительного комитета Ахтырского районного совета депутатов трудящихся Харьковской (с 1939 г. — Сумской) области.
В январе 1939 — августе 1940 г. — заместитель председателя Организационного комитета Президиума Верховного Совета УССР по Сумской области, заместитель председателя исполнительного комитета Сумского областного совета депутатов трудящихся.
20 августа 1940 — июль 1941 г. — председатель исполнительного комитета Аккерманского (Измаильского) областного совета депутатов трудящихся.
Во время Великой Отечественной войны находился в эвакуации.
В 1944—1945 годах — председатель исполнительного комитета Измаильского областного совета депутатов трудящихся.

## Награды
- орден Отечественной войны 2-й ст. (1.02.1945)
- ордена
- медали